# Nivell d'evidència
El nivell d'evidència o grau d'evidència, clíniques, és un sistema jerarquitzat, basat en les proves o estudis d'investigació, que ajuda als professionals de la salut a valorar la fortalesa o solidesa de les proves (anglès: evidence) associada als resultats obtinguts en una estratègia terapèutica.
Des de finals de la dècada de 1990, qualsevol procediment realitzat en medicina, ja sigui preventiu, diagnòstic, terapèutic, pronòstic o rehabilitador, hauria d'estar definit pel seu nivell de proves científiques, seguint la línia anomenada Medicina basada en l'evidència o basada en proves.
Existeixen múltiples classificacions, basades fonamentalment en el disseny de l'estudi.
| Nivell | Explicació |
| ------ | --- |
| Ia     | Metanàlisis d'assaigs clínics aleatoris.                                                                             |
| Ib     | Almenys un assaig clínic aleatori.                                                                                   |
| IIa    | Almenys un estudi prospectius controlat no aleatori i ben dissenyat.                                                 |
| IIb    | Almenys un estudi ben dissenyat, quasi experimentals                                                                 |
| III    | Estudis observacionals ben dissenyats, com estudis comparatius, estudis de casos i controls o estudis de correlació. |
| IV     | Documents o opinions de comitès d'experts i/o experiències clíniques de reconeguts líders d'opinió.                  |

| Nivell | Explicació |
| ------ | --- |
| 1++    | Metanàlisis d'alta qualitat, revisions sistemàtiques d'assaigs clínics o assaigs clínics d'alta qualitat amb molt poc risc de biaix.                                                                            |
| 1+     | Metanàlisis ben realitzades, revisions sistemàtiques d'assaigs clínics o assaigs clínics ben realitzats amb poc risc de biaixos.                                                                                |
| 1      | Metanàlisi, revisions sistemàtiques d'assajos clínics o assajos clínics amb alt risc de biaixos |
| 2++    | Revisions sistemàtiques d'alta qualitat d'estudis de cohorts o de casos i controls. Estudis de cohorts o de casos i controls amb risc molt baix de biaix i amb alta probabilitat d'establir una relació causal. |
| 2+     | Estudis de cohorts o de casos i controls ben realitzats amb baix risc de biaix i amb una moderada probabilitat d'establir una relació causal.                                                                   |
| 2-     | Estudis de cohorts o de casos i controls amb alt risc de biaix i risc significatiu que la relació no sigui causal.                                                                                              |
| 3      | Estudis no analítics, com informes de casos i sèries de casos. |
| 4      | Opinió d'experts |